# Prolasius pallidus
Prolasius pallidus é uma espécie de formiga do gênero Prolasius, pertencente à subfamília Formicinae.